# Gilbert (évêque de Clermont)
Pour les articles homonymes, voir Gilbert.
Gilbert était un religieux du Moyen Âge central qui fut évêque de Clermont au XIIe siècle.

## Biographie
Lors de son élection Gilbert fit la promesse qu’un chanoine de la cathédrale aurait le droit de lever une fois par an l’interdit d’une église ainsi que de jeter l’interdit sur une église à l’insu de l’évêque et du chapitre. Le pape Célestin III s’opposa à cette décision et releva Gilbert de ce serment. 
Gilbert eut des conflits avec Arnaud, l’abbé de Saint-Alyre. C’est l’archevêque de Bordeaux Hélie de Malemort qui fut chargé par le pape de les départager. Il mourut le 25 août 1195. C’est le premier évêque à avoir pris le titre d’évêque de Clermont, ses prédécesseurs avaient tous eu le titre d’évêque d’Auvergne